# Скендербег
 Тази статия е за националния герой на Албания.  За гръцкия общественик вижте Георгиос Касториотис.  
Георги Кастриоти Скендербег (на албански: Gjergj Kastrioti Skënderbeu; 1405 – 17 януари 1468) (Георги Кастриката, Кастриоти) е национален герой на Албания, възпят в народни песни.

## Първи военни успехи
Кастриоти участва във война с османците и в много сражения показва такова мъжество, че турците му дават прозвището Скендер Арнаут, тоест „Албанеца Александър“ (по името на Александър Македонски, което на Изток винаги е било синоним на герой).
Син е на албанския владетел Гьон Кастриоти (Йован, Йоан или Иван Кастриоти), който след потушаването на антиосмански бунтове в Албания през 1433 година, е принуден да го даде заедно с двамата му братя като заложник на султан Мурад II. Братята му загиват, а Скендербег трябва да приеме исляма под името Искандер-бей. Той се прославя, сражавайки се за турците като еничар. Под негово командване са били 5000 османски кавалеристи.
През 1438 година Скендербег е османски субашия на Круя, а според някои източници, отхвърляни от българската историография, около 1440 година дори е санджакбей на Никопол. След османското поражение при Ниш, в края на 1443 година той вдига въстание и заема Круя и наследствените си земи около града, разбива османците при Черни Дрин, а след това, като сключва съюз с Кралство Унгария, заставя Мурад II да снеме обсадата на албанския град Круя. През ноември 1443 г. е обявен за глава на княжеството Кастриоти.
Когато османците отнемат принадлежащите на неговото семейство имоти в Круя, Скендербег се отрича от исляма и вдига въстание. Сключва през 1444 г. военнополитически съюз с Венеция и със старейшините на местните общности (обединени в т.нар. „Лежка лига“), и разполагайки с неголеми кавалерийски отряди, базирани в Круя, той разгръща партизанска война в Северна Албания.
По това време Скендербег разширява владенията си чрез брачен съюз с рода Арианити и се превръща в заплаха за венецианските владения. Подтикван от венецианците, през 1448 година султан Мурад започва поход срещу него и превзема крепостта Свети град, но прекратява кампанията заради новата заплаха от Унгария и Влашко. Скендербег изглежда влиза в съюз с Янош Хуняди, но така и не му изпраща подкрепления, и той е разбит във Втората Косовска битка. През 1450 година Мурад обсажда без успех Скендербег в Круя, завземайки останалите му владения, но в края на октомври обсадата е вдигната, а малко по-късно султанът умира.

## Борби с турците
С не по-малък успех Скендербег се съпротивлява срещу султан Мехмед II, и даже след превземането на Константинопол от турците през 1453 г. сключва изгоден за Албания мир. Признат е от султан Мехмед II за управител на Албания (1461).
Неаполитанският крал Фердинанд му дава титлата херцог на Сан Пиетро като награда за помощта срещу херцога на Анжу. През 1463 г. с благословията на папа Пий II Скендербег скъсва мира с турците и отново им нанася няколко поражения. През следващата година папата планира да посети лично Албания и да короняса Скендербег за крал, но умира преди да осъществи намерението си.
През 1465 година Мехмед се опитва да използва Скендербег като посредник за сключване на мир с Венеция, но той му отказва. Вероятно по тази причина на следващата пролет султанът потегля с голяма войска към Албания. Достигайки централната част на страната, той организира масови кланета и изселва населението от равнините, където изгражда крепостта Елбасан, след което през есента основните османски сили се оттеглят.
В самия край на 1466 година Скендербег заминава за Апенинския полуостров в търсене на помощ – в Рим не получава нищо, но Фердинанд му дава пари, храни и оръжие. След завръщането си в Албания в началото на следващата година Скендербег отблъсква османските части, разположени около Круя и обсажда Елбасан. През пролетта обаче османските войски навлизат в Албания и установяват контрол над почти цялата страна, с изключение на няколко крепости – към края на годината само градовете Шкодра, Дрищ, Лежа, Круя и Драч остават под венециански контрол. Самият Скендербег изоставя Круя и се оттегля в пристанището Лежа, където умира от малария на 17 януари 1468 година. Погребан е в църквата Св. Никола в Лежа. След завладяването на Лежа от османците гробът му е осквернен от нашествениците, костите му са изровени и от тях турците си правят амулети.

## Семейство
Скендербег се жени за Андроника Арианити Комнина и има син Гьон II Кастриоти.
Потомците на Гьон II Кастриоти днес живеят в Италия.